# Station Lelant Saltings
Lelant Saltings is een spoorwegstation van National Rail in Penwith in Engeland. Het station is eigendom van Network Rail en wordt beheerd door Great Western Railway. 

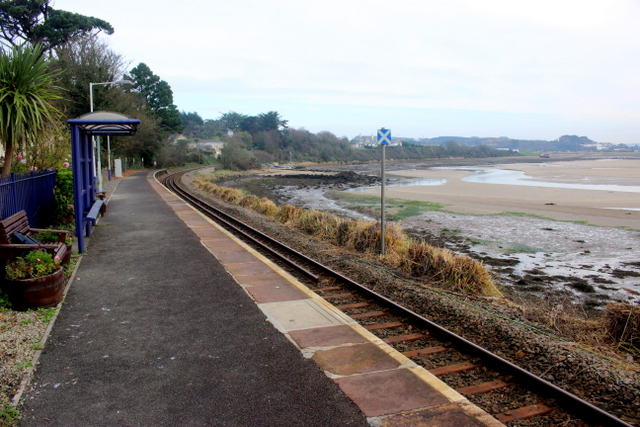
Hayle estuarium, gezien vanaf het station